# Escala Ringelmann
L'escala Ringlelmann és una escala per mesurar la densitat aparent del fum. Va ser desenvolupada per Maximilien Ringelmann de "La Station d'Essais de Machines" a París el 1888. Té 5 nivells de densitat que provenen d'una xarxa de línies negres sobre una superfície blanca que, si es mira a distància, es fon en tonalitats de color gris conegudes. No existeix un model definitiu, sinó que el professor Ringelmann va proporcionar les següents especificacions: el nivell 0 de fum es representa amb el color blanc, del nivell 1 al 4 amb xarxes quadrades dibuixades amb linees de 1 mm, 2.3 mm, 3.7 mm i 5.5 mm de gruix, i finalment el nivell 5 és totalment negre. El U.S. Bureau of Mines va publicar una versió popular a la circular 8333 de 1967. La versió estàndard anglesa (BS2742:1969) altera les especificacions de Ringelmann i ens mostra una gràfica similar, en paper i tinta modern.
Els resultats obtinguts tenen unes limitacions definides. La foscor aparent d'un fum depèn de la concentració de la matèria en partícules en l'efluent, la mida de les partícules, la profunditat de la columna de fum visible, i les condicions de llum natural com ara la direcció del sol relativa a l'observador, mentre que la precisió del mateix gràfic depèn de la blancor del paper i la negror de la tinta utilitzada.
A la pràctica l'observador mira i compara el fum que emet la xemeneia amb les tonalitats de la gràfica, apuntant el nombre més proper a la tonalitat corresponent. Una xemeneia sense emissions correspondria al nombre 0, mentre que un fum 100 per cent negre correspondria al nombre 5.